# Clackamas, Oregon
Clackamas là một khu thống kê trong Quận Clackamas, Oregon, Hoa Kỳ. Dân số theo điều tra dân số năm 2000 là 5.177 người. Đây là một khu ngoại ô của Portland, Oregon.
Nó là nơi có trung tâm mua sắm có tên gọi là Clackamas Town Center và Trại Withycombe, một căn cứ quân sự. Clackamas cũng có chi nhánh của Bệnh viện Kaiser Permanente.

## Địa lý
Clackamas nằm ở vị trí 45°24′36″B 122°33′37″T / 45,41°B 122,56028°TĐã đưa tham số không hợp lệ vào hàm {{#coordinates:}} (45.409942, -122.560180)1.
Theo Cục điều tra dân số Hoa Kỳ, khu thống kê này có tổng diện tích 2,1 dặm vuông Anh (5,5 km²), tất cả đều là đất
Một số đường chính đi qua Clackamas gồm có Xa lộ Oregon 212 và Xa lộ Liên tiểu bang 205.